# Лодейнопольское городское поселение
Лодейнопо́льское городско́е поселе́ние — муниципальное образование в составе Лодейнопольского района Ленинградской области. 
Административный центр — город Лодейное Поле.

## Географические данные
Расположено в северо-западной части района вдоль реки Свирь, на северо-западе граничит с Республикой Карелия, на западе омывается Ладожским озером. 
По территории поселения проходят автодороги:
- Р21 (E 105) «Кола» (Санкт-Петербург — Петрозаводск — Мурманск)
- А215 (Лодейное Поле — Вытегра)
- 41А-009 (Лодейное Поле — Тихвин — Будогощь — Чудово)
- 41К-241 (Свирское — Горка)

Через территорию поселения проходит железная дорога Санкт-Петербург — Мурманск (ж/д станции и платформы Лодейное Поле, Заостровье, Шоткуса).

## История
Образовано 1 января 2006 года в соответствии с областным законом № 63-оз от 20 сентября 2004 года «Об установлении границ и наделении соответствующим статусом муниципального образования Лодейнопольский муниципальный район и муниципальных образований в его составе», в его состав вошли территории города Лодейное Поле и бывшей Шамокшинской волости.

## Население
| 2006    | 2010    | 2011    | 2012    | 2013    | 2014    | 2015    |
| ------- | ------- | ------- | ------- | ------- | ------- | ------- |
| 23 000  | ↘21 428 | ↗21 674 | ↘21 433 | ↘21 203 | ↘21 015 | ↘20 875 |
| 2016    | 2017    | 2018    | 2019    | 2020    | 2021    | 2023    |
| ↘20 711 | ↘20 393 | ↘20 168 | ↘19 963 | ↘19 677 | ↘19 449 | ↘19 208 |
| 2024    | 2025    |         |         |         |         |         |
| ↘18 967 | ↘18 917 |         |         |         |         |         |

## Состав городского поселения
| № | Населённый пункт | Тип населённого пункта              | Население |
| - | ---------------- | ----------------------------------- | --------- |
| 1 | Горка            | деревня                             | →10       |
| 2 | Заостровье       | деревня                             | →7        |
| 3 | Заостровье       | посёлок при железнодорожной станции | ↗198      |
| 4 | Ковкеницы        | деревня                             | →22       |
| 5 | Лодейное Поле    | город, административный центр       | ↘18 394   |
| 6 | Шамокша          | деревня                             | →679      |
| 7 | Шоткуса          | деревня                             | →11       |
| 8 | Шоткуса          | посёлок при железнодорожной станции | →6        |